# Greu de pensionat 2 (film)
Greu de pensionat 2 este un film american tip comedie de acțiune din 2013 și continuarea filmului Greu de pensionat din 2010. S-a bazat pe seria limitată de benzi desenate cu același nume (Red), creată de Warren Ellis⁠(d) și Cully Hamner⁠(d) și publicată de DC Comics la Homage Comics. Filmul îi are în distribuție pe Bruce Willis, John Malkovich, Mary-Louise Parker, Catherine Zeta-Jones, Lee Byung-hun⁠(d), Anthony Hopkins și Helen Mirren, iar Dean Parisot⁠(d) regizează un scenariu de Jon și Erich Hoeber. Greu de pensionat 2 a fost lansat pe 19 iulie 2013.

## Premii
La cea de-a 40-a ediție a People's Choice Awards, Greu de pensionat 2 a primit o nominalizare pentru Filmul thriller preferat. Clipul său de prezentare (trailer teaser) a fost nominalizat pentru cea mai bună comedie la Golden Trailer Awards 2013. 

## Viitorul francizei
În mai 2013, Lionsgate a semnat cu Jon Hoeber și Erich Hoeber pentru a scrie un al treilea film din serie. În 2015, NBC a anunțat că dezvoltă un serial Red TV cu frații Hoeber, Lorenzo di Bonaventura⁠(d) și Mark Vahradian.